# Allah'ın Sadık Kulu: Barla
Allah'ın Sadık Kulu: Barla (in het Engels bekend als God's Faithful Servant: Barla) is een Turkse animatiefilm geregisseerd door Orhan Öztürk Esin. De film is gebaseerd op het leven van Said Nursi.

## Verhaal
Een geleerde wordt vanwege zijn overtuiging verbannen naar een klein dorp, genaamd Barla. Daar woont hij zonder materiële bezittingen en hij vindt er plezier in het lesgeven. Toch moet hij dagelijks strijd tegen de staat leveren en lijden. Het volk van Anatolië schiet hem te hulp.

## Rolverdeling
| Personage              | Acteur          |
| ---------------------- | --------------- |
| Bediüzzaman Said Nursi | Enver Seyitoğlu |
| Şamlı Hafız Tevfik     | Faruk Üstün     |
| Santral Sabri          | Sahin Çelik     |
| Hafız Ali              | Engin Yüksel    |
| Hulusi Abi             | Şener Savaş     |